# Trugkölbchen
Die Trugkölbchen (Heteranthera) sind eine Pflanzengattung innerhalb der Familie der Wasserhyazinthengewächse (Pontederiaceae). Die etwa 16 Arten sind Sumpf- und Wasserpflanzen in der Neuen Welt (elf Arten) und in Afrika (eine Art).

## Beschreibung

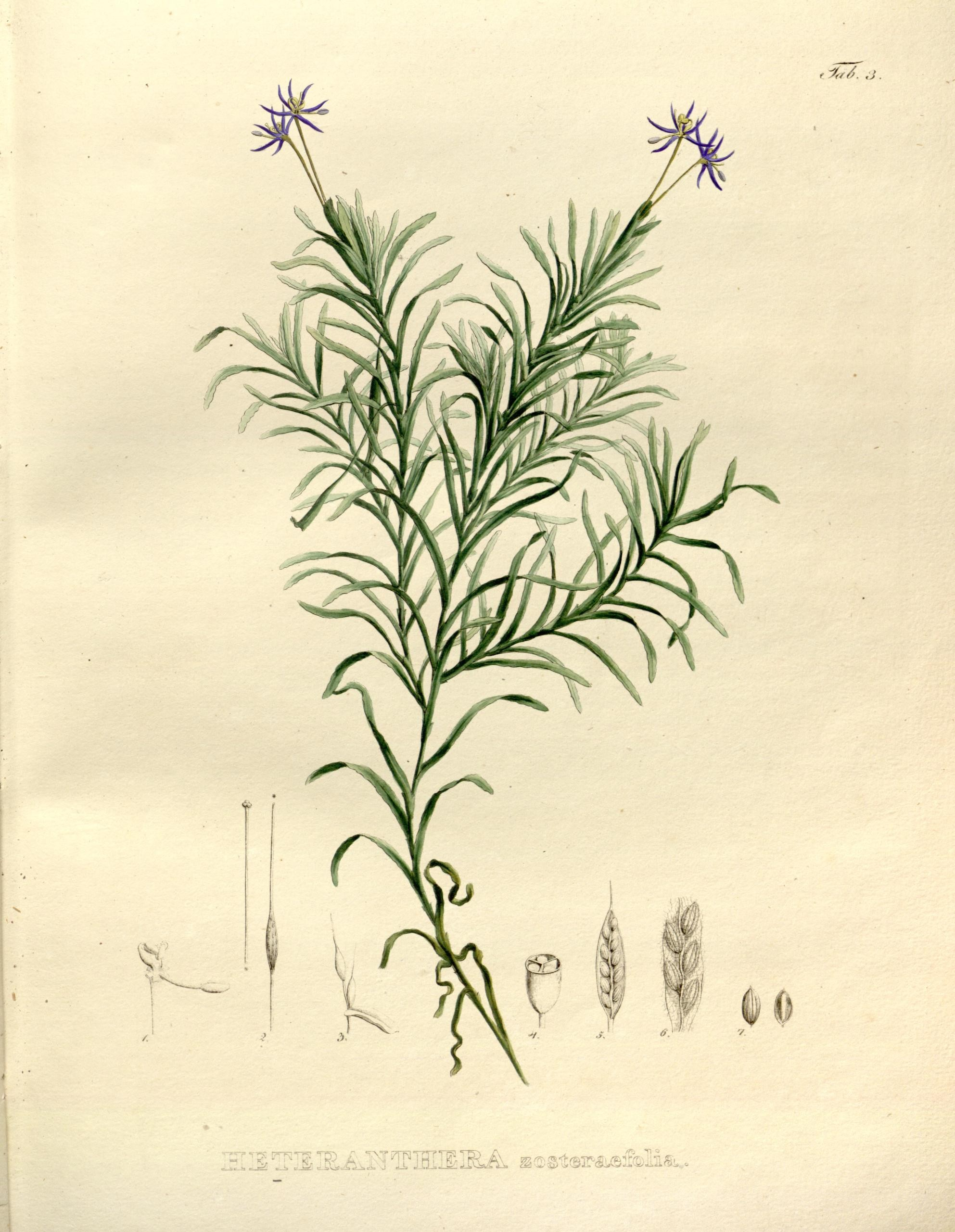
Illustration von Heteranthera zosterifolia

### Erscheinungsbild und Blätter
Heteranthera-Arten sind ausdauernde oder einjährige (Heteranthera dubia, Heteranthera limosa, Heteranthera multiflora, Heteranthera rotundifolia) krautige Pflanzen. Sie wachsen als im schlammigen Boden wurzelnde Sumpf- oder Wasserpflanzen. Die submersen Stängel wachsen zur Wasseroberfläche oder die emersen Stängel sind niederliegend oder kurz und aufrecht.
Es liegt Heterophyllie vor. Die Laubblätter besitzen immer ein Blattscheide. Die untergetauchten, flutenden oder über der Wasseroberfläche stehenden Laubblätter sind in grundständigen Rosetten angeordnet und sitzend bis lang gestielt oder am Stängel wechselständig verteilt angeordnet und lang gestielt. Bei den Unterwasserblättern sind die einfachen, häutigen Blattspreiten linealisch oder manchmal verkehrt-lanzettlich mit stumpfem bis spitzem oberen Ende. Die einfachen Blattspreiten der anderen Laubblätter sind herz- bis nierenförmig oder länglich mit stumpfem bis spitzem oberen Ende. Es liegt Paralleladerung vor, wobei die Blattadern je nach Spreitenform mehr oder weniger in Bögen verlaufen.

### Blütenstände und Blüten
Auf submersen bis die Wasseroberfläche erreichenden oder emersen Blütenstandsschäften stehen die Blütenstände. Es ist eine Spatha vorhanden, die gefaltet oder stängelumfassend ist mit spitzem bis geschwänztem oberen Ende; nur selten ist es laubblattähnlich geweitet. Die ährigen Blütenstände verlängern sich während der Blütenzeit und enthalten bei vielen Arten nur eine Blüte, es gibt aber auch Arten, bei denen sie bis zu 30 Blüten enthalten. Es sind nur kaum erkennbare bis kurze Blütenstiele vorhanden.
Die nur einen Tag geöffneten, zwittrigen Blüten sind mehr oder weniger radiärsymmetrisch und dreizählig. Die sechs gleichen Blütenhüllblätter sind bis mindestens zur Hälfte ihrer Länge röhren- bis stieltellerförmig verwachsen. Die Farben der Blütenhüllblätter reichen von weiß über blau-malvenfarben bis malvenfarben oder gelb. Der freie Bereich der Blütenhüllblätter ist zweilippig, wobei die dreilappige Oberlippe einen breiteren Mittellappen mit gelben Fleck besitzt und die Unterlippe ist auch dreilappig. Die freien Bereiche der Blütenhüllblätter sind bei einer Länge von höchstens 2 cm länglich bis verkehrt-lanzettlich oder schmal-elliptisch mit stumpfem bis zugespitztem oberen Ende. Von den nur drei bei den meisten Arten deutlich ungleichen Staubblättern sind die seitlichen zwei kürzer. Wenige Arten besitzen drei gleiche Staubblätter. Die gelben oder purpurfarbenen Staubfäden sind kahl, drüsig flaumig behaart oder weich behaart; bei manchen Arten sind sie nach innen gebogen. Die gelben oder purpurfarbenen Staubbeutel sind gerundet, länglich oder pfeilförmig. Die drei Fruchtblätter sind zu einem oberständigen, unvollständig drei- oder einkammerigen Fruchtknoten verwachsen. Es sind zehn bis viele Samenanlage vorhanden. Der Griffel endet in einer dreilappigen Narbe. Die Blüten entwickeln sich oft unter der Wasseroberfläche und sind meist kleistogam.

### Früchte und Samen
Die länglichen, loculicidalen Kapselfrüchte enthalten 10 bis 200 Samen. Die relativ kleinen Samen sind eiförmig und besitzen eine längsgerippte Samenschale (Testa).

## Vorkommen
Die Gattung Heteranthera ist mit elf Arten in der Neuen Welt und nur zwei Arten (Heteranthera callifolia und Heterantha lutea) in Afrika und auf Madagaskar verbreitet. Die Heteranthera-Arten gedeihen im Süßwasser in tropischen bis gemäßigten Gebieten.
Die in Afrika weitverbreitete Heteranthera callifolia wird in der Roten Liste der IUCN 2010 als „least concern“ = „nicht gefährdet“ bewertet. Sehr selten ist Heteranthera mexicana.
Einige Arten sind Neophyten in tropischen bis gemäßigten Gebieten.

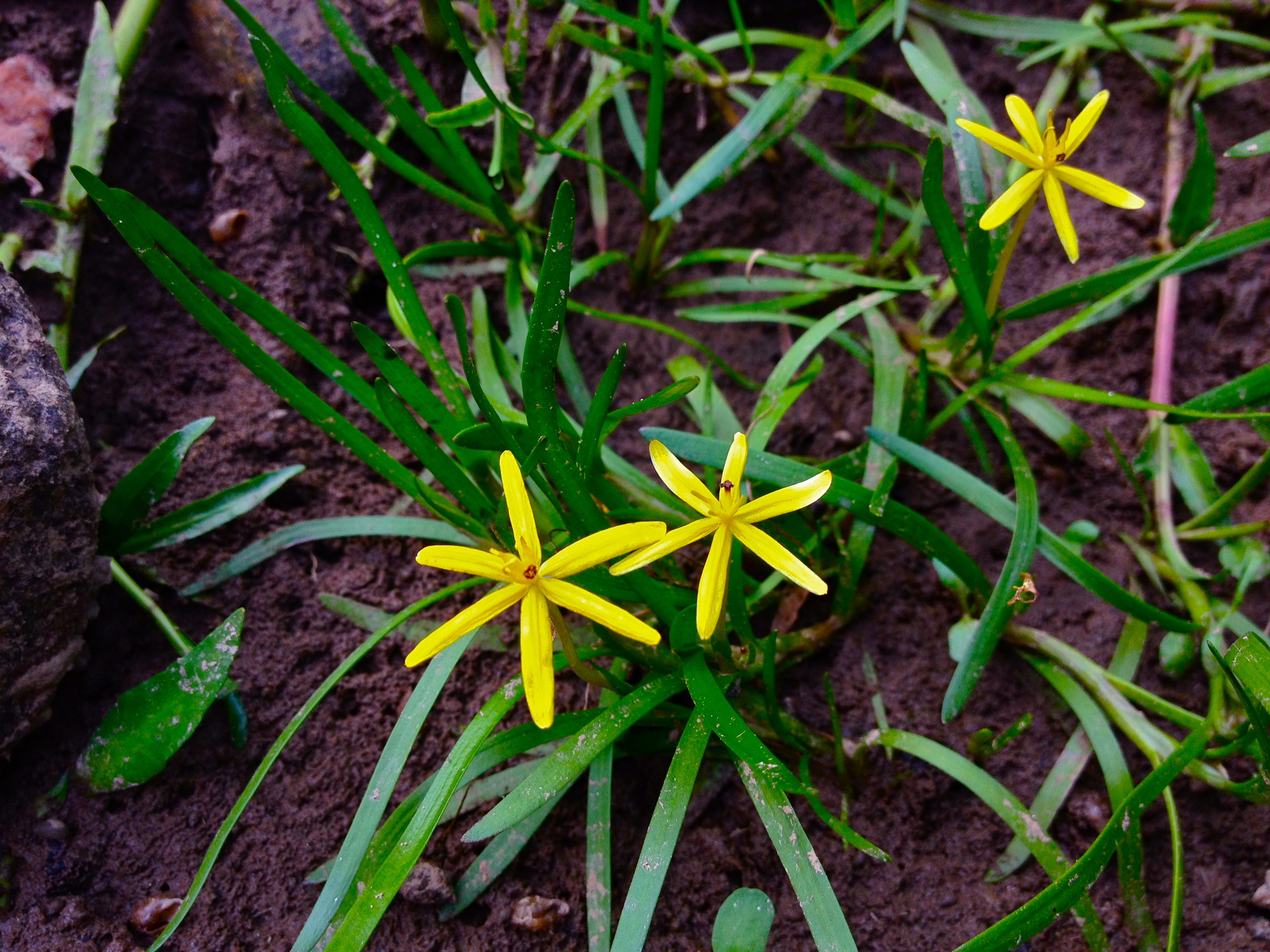
Habitus und Blüte von Heteranthera dubia

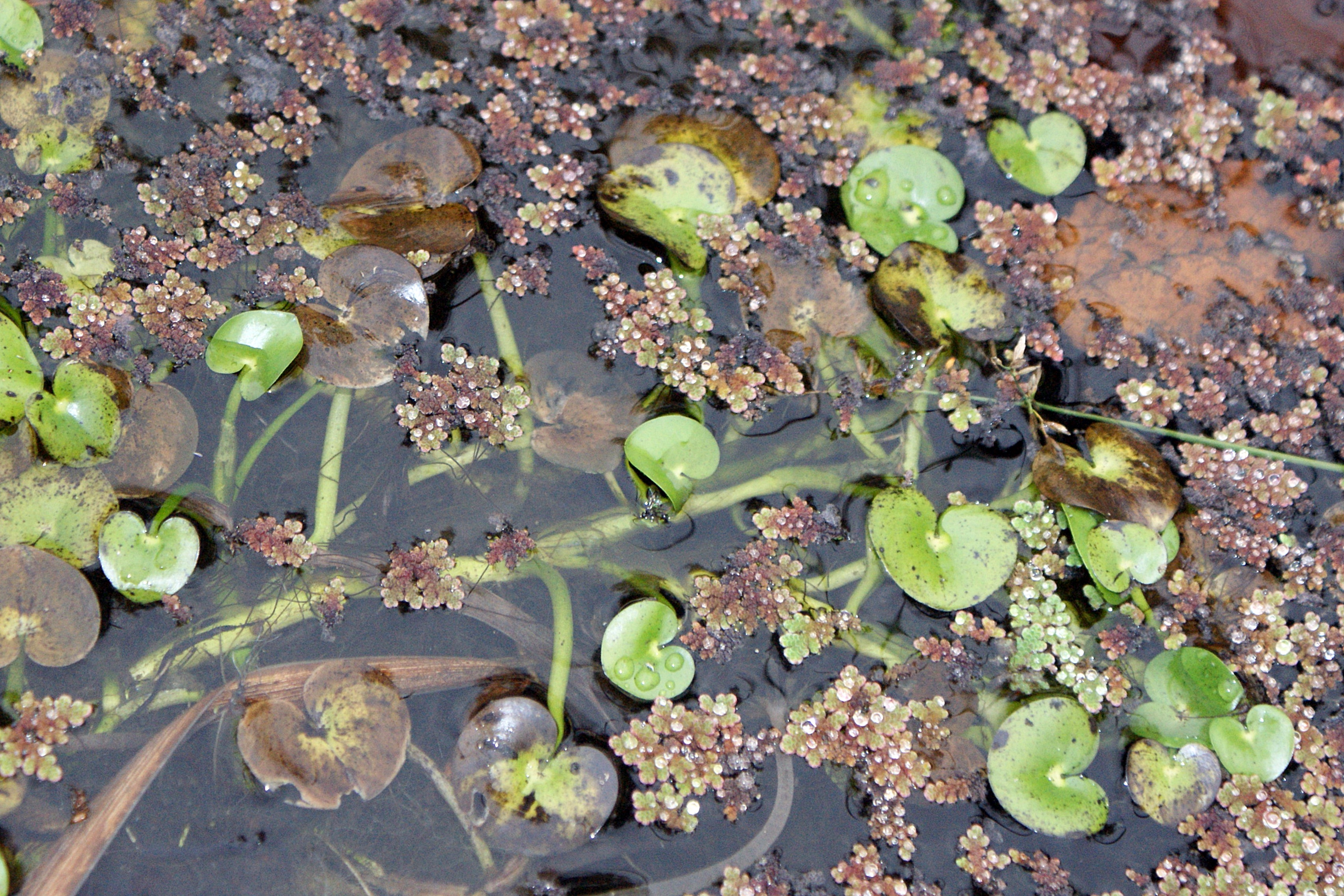
Habitus und Laubblätter von Heteranthera reniformis

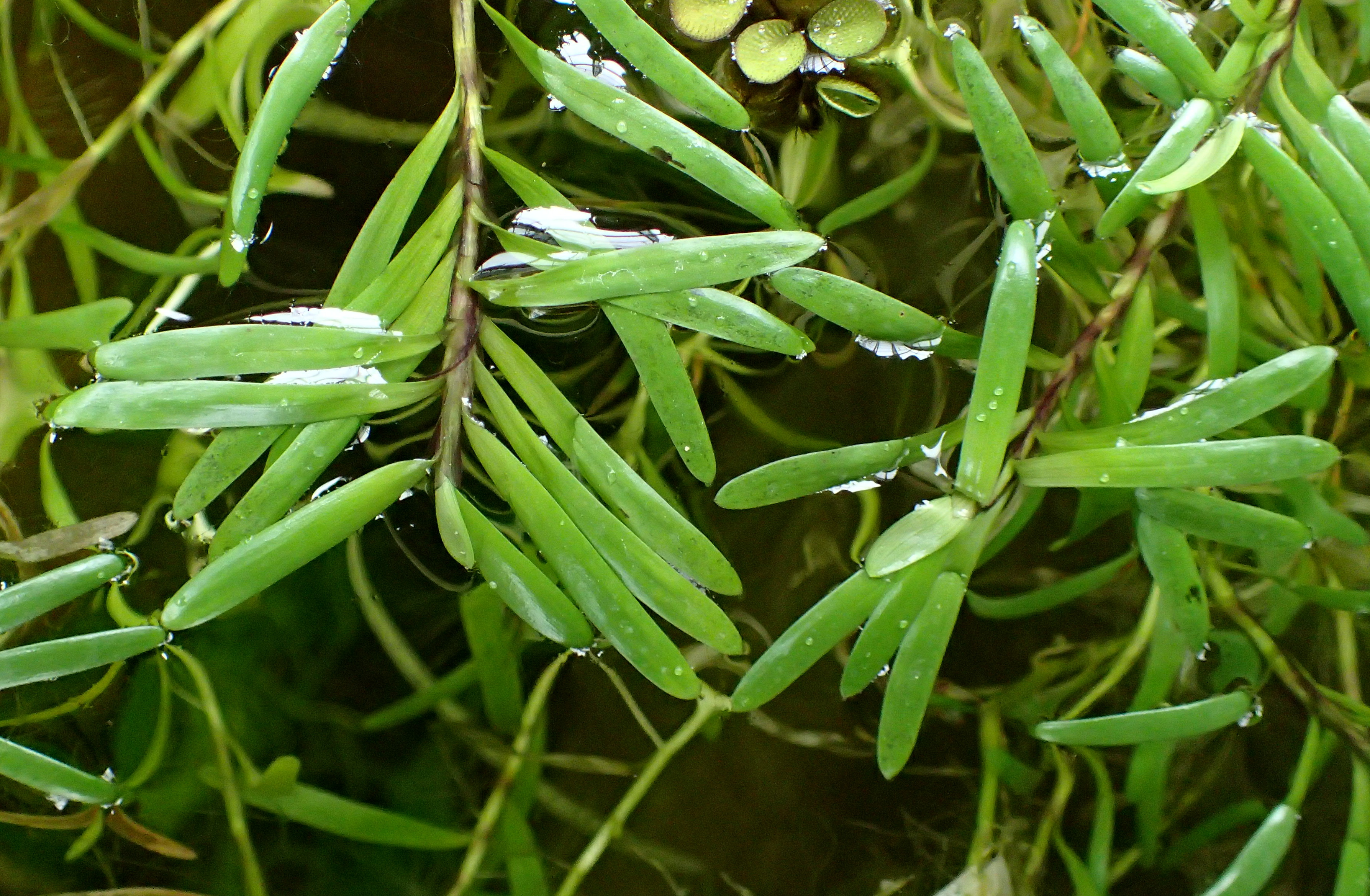
Heteranthera zosterifolia

## Systematik
Die Gattung Heteranthera wurde 1794 durch Hipólito Ruiz Lopez und José Antonio Pavón y Jiménez in Florae Peruvianae, et Chilensis Prodromus, S. 9 aufgestellt. Typusart ist Heteranthera reniformis Ruiz & Pav. Der Gattungsname Heteranthera setzt sich aus den griechischen Wörtern heteros für verschieden und antheros für Staubbeutel zusammen, dies bezieht sich auf die ungleichen Staubbeutel bei den meisten Arten. Synonyme für Heteranthera Ruiz & Pav. sind: Schollera Schreb., Heterandra P.Beauv., Leptanthus Michx., Buchosia Vell., Lunania Raf., Triexastima Raf., Phrynium Loefl. ex Kuntze, Zosterella Small, Eurystemon Alexander. Die letzte Revision der Gattung Heteranthera erfolgte durch Charles Norman Horn: A systematic revision of the genus Heteranthera (sensu lato; Pontederiaceae), unveröffentlichte Doktorarbeit an der University of Alabama, 1985.
Die Gattung Heteranthera gehört zur Familie der Pontederiaceae, früher zu Heterantheraceae J.Agardh.
Es gibt etwa 16 Heteranthera-Arten:
- Heteranthera callifolia Rchb. ex Kunth, Syn.: Heteranthera kotschyana Fenzl ex Solms, Heteranthera potamogeton Solms, Schollera kotschyana (Fenzl ex Solms) Kuntze, Schollera potamogeton (Solms) Kuntze, Heteranthera pubescens A.Chev. nom. nud.: Sie ist im ganzen tropischen Afrika und im Transvaal sowie südwestlichen Afrika weitverbreitet. Sie wird bei der IUCN als „least concern“ = „nicht gefährdet“ bewertet. In Westafrika sind die Bestände meist stabil. In Ostafrika ist diese Art aber selten. Es gibt Funde im Victoriaseegebiet bei Ahero und im westlichen Kenia in Mumias sowie zentralen Kenia in Machakos. Berichte gibt es von Tansania und Uganda.[3]
- Heteranthera catharinensis C.N.Horn & M.Pell.: Die 2017 erstbeschriebene Art kommt im brasilianischen Bundesstaat Santa Catarina vor.[5]
- Heteranthera dubia (Jacq.) MacMill.: Sie ist in Nordamerika weitverbreitet von Kanada bis Mexiko und Guatemala und kommt auch im westlichen Kuba vor.[5]
- Brasilianisches Wasserhaar (Heteranthera gardneri (Hook.f.) M.Pell., Syn.: Hydrothrix gardneri Hook. f.[5]: Sie kommt vom nordöstlichen Brasilien bis zum Bundesstaat Minas Gerais vor.[5]
- Heteranthera limosa (Sw.) Willd.: Sie kommt vom tropischen und subtropischen Mittel- und Südamerika einschließlich der Karibik bis zu den zentralen Vereinigten Staaten vor.[5]
- Heteranthera lutea (H.Perrier) M.Pell. (Syn.: Scholleropsis lutea H.Perrier): Sie kommt von Kamerun bis Tschad und auf Madagaskar vor.[5]
- Heteranthera mexicana S.Watson: Die sehr seltene, einjährige Art kommt nur in ephemeren Teichen in Texas und den mexikanischen Bundesstaaten Coahuila, Nuevo León sowie Tamaulipas vor.
- Heteranthera multiflora (Griseb.) C.N.Horn: Sie kommt in den zentralen und östlichen Vereinigten Staaten und von Venezuela bis Argentinien vor.[5]
- Heteranthera oblongifolia Mart. ex Schult. & Schult.f.: Sie kommt im südlichen Mexiko, von Kuba bis Hispaniola und von Ecuador bis Brasilien vor.[5]
- Heteranthera peduncularis Benth.: Sie kommt von Mexiko bis Honduras vor.[5]
- Nierenförmiges Trugkölbchen (Heteranthera reniformis Ruiz & Pav., Syn.: Heterandra reniformis (Ruiz & Pav.) P.Beauv., Leptanthus reniformis (Ruiz & Pav.) Michx., Schollera reniformis (Ruiz & Pav.) Kuntze, Phrynium reniforme (Ruiz & Pav.) Kuntze, Heteranthera acuta Willd., Heteranthera pubescens Vahl, Leptanthus peruvianus Pers., Leptanthus virginicus Pers., Buchozia aquatica Vell., Pontederia azurea Schult. & Schult.f., Heteranthera virginicus Steud., Phrynium reniforme var. acutum (Willd.) Kuntze, Heteranthera reniformis var. conjungens O.Schwarz): Sie ist von den zentralen und östlichen Vereinigten Staaten sowie bis zum tropischen und subtropischen Amerika und auf Karibischen Inseln weitverbreitet.[5] In Italien, Portugal, Spanien und Großbritannien ist sie ein Neophyt.[5]
- Heteranthera rotundifolia (Kunth) Griseb.: Sie ist von den zentralen und südlichen Vereinigten Staaten bis zum tropischen Südamerika weitverbreitet.[5] In Portugal, Spanien, Sardinien, Italien und Griechenland ist sie ein Neophyt.[5]
- Heteranthera seubertiana Solms: Sie kommt im südlichen Mexiko und von Venezuela bis Brasilien vor.[5]
- Heteranthera spicata C.Presl: Sie kommt vom mexikanischen Bundesstaat Jalisco bis Peru und von Kuba bis Hispaniola vor.[5]
- Seegrasblättriges Trugkölbchen (Heteranthera zosterifolia Mart.): Sie kommt von Brasilien bis ins nördliche Argentinien vor.[5]

## Nutzung
Einige Arten werden als Zierpflanzen für Teiche und Aquarien (beispielsweise Heteranthera reniformis und Heteranthera zosterifolia sowie das Grasblättrige Trugkölbchen Heteranthera dubia) verwendet.